# 帕利塞德冰原島峰
64°4′S 58°15′W / 64.067°S 58.250°W
帕利塞德冰原島峰（英語：Palisade Nunatak），是南極洲的冰原島峰，位於葛拉漢地，處於希登湖東南面3.7公里，由英國探險隊繪入地圖，現時由南極條約體系管理。